# Руєн (Бургаська область)
Ру́єн (болг. Руен) — село в Бургаській області Болгарії. Адміністративний центр громади Руєн.

## Населення
За даними перепису населення 2011 року у селі проживала 2261 особа.
Національний склад населення села:
| Національність   | Кількість осіб | Відсоток |
| ---------------- | -------------- | -------- |
| турки            | 1018           | 48,5%    |
| цигани           | 721            | 34,3%    |
| болгари          | 96             | 4,6%     |
| інша             | 0              | 0%       |
| не визначились   | 266            | 12,7%    |
| Всього відповіли | 2101           |          |

Розподіл населення за віком у 2011 році:
Динаміка населення: